# Jean-Félix Krautheimer
Jean-Félix Krautheimer (1874-1943) là một chính trị gia người Pháp, từng giữ cương vị Thống đốc Nam Kỳ giai đoạn 1929-1934.  Krautheimer cai trị thuộc địa trong giai đoạn biến động chính trị, là người trực tiếp tham gia dập tắt cuộc biểu tình của công nhân đồn điền cao su Phú Riềng, tỉnh Biên Hòa vào tháng 2 năm 1930. Ông là người ký Nghị định số 4702-CP sáp nhập một số đảo thuộc quần đảo Trường Sa và "các đảo phụ thuộc" vào địa phận tỉnh Bà Rịa, Nam Kỳ tháng 12 năm 1933.
- 30 tháng 12 năm 1905 - 3 tháng 1 năm 1907: ông là Tham biện (thị trưởng) thành phố Chợ Lớn[3]
- 1907-1911: ông là Chủ tỉnh Bạc Liêu
- 1911-1914: ông là Chủ tỉnh Biên Hòa
- 1919-1922: ông là Tổng công sứ Quảng Châu Loan - nhượng địa của Pháp ở bờ biển Quảng Đông, Trung Quốc.
- 13 tháng 11 năm 1924 - 2 tháng 12 năm 1925: ông là Quyền Thống sứ Bắc Kỳ
- 7 tháng 3 năm 1929 - 20 tháng 11 năm 1934, ông là Thống đốc Nam Kỳ.